# Walpole Park

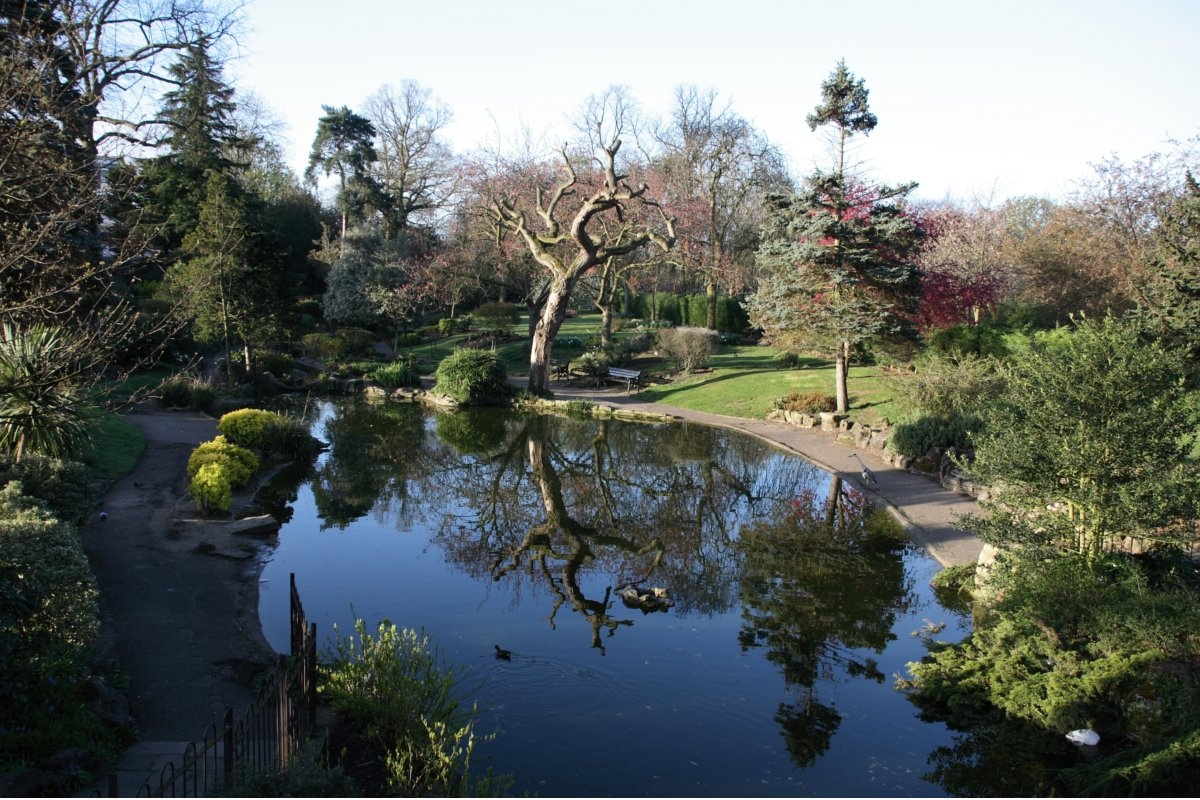
Un bassin du parc

Le Walpole Park est un parc londonien se trouvant dans le quartier d'Ealing.

## Histoire
Au XVIIe siècle, des bâtiments existaient à cet endroit.
Ce domaine, qui apparaît en 1746 sur le plan de John Rocque, entourait Pitzhanger Manor et fut acquis en 1800, avec cette demeure, par l'architecte John Soane pour la somme de 4500 livres, qui le transforma pour en faire sa résidence d’été. L'extension, qui date de 1768, fut toutefois conservée.
Il fut par la suite vendu par Spencer Walpole au Ealing Urban District Council (UDC) en 1899.
Il devint accessible au public en 1901, tandis que Pitzhanger Manor fut transformé en musée.
Quelques scènes du Monty Python's Flying Circus furent en 1969 tournée dans ce parc, grâce à sa proximité avec les Ealing Studios.
Depuis 1987, il est classé (grade II) par English Heritage dans les parcs et jardins ayant un intérêt historique spécial.

## Description
Le parc est actuellement d'une surface de 110 000 m2.
Il est orné de cèdres du XVIIIe siècle, qui font l'objet d'un entretien spécifique.